# Chiesa di Santa Maria Assunta (Pontoglio)
La chiesa di Santa Maria Assunta è la parrocchiale di Pontoglio, in provincia e diocesi di Brescia; fa parte della zona pastorale dell'Oglio.

## Storia
La presenza, a Pontoglio, di una chiesa dedicata a santa Maria è attestata già nel X secolo; essa è poi elencata Catalogo capitolare del 1410, in cui risulta inserita nella quadra di Chiari, e nel Catalogo queriniano del 1532.
Nel 1580 l'arcivescovo di Milano Carlo Borromeo, durante la sua visita apostolica, trovò che a servizio della cura d'anime vi erano il parroco e un sacerdote mercenario, che i fedeli ammontavano a circa 900 e che la parrocchiale, in cui aveva sede la scuola del Santissimo Corpo di Cristo, aveva come filiali le chiese della Natività della Beata Vergine Maria e di San Michele in castello e gli oratori di Sant'Antonio, dei Disciplini, di San Martino, dei Santi Gervasio e Protasio, di San Pietro Apostolo di San Rocco e di San Vittore il luogo della Misericordia.
Durante i primi decenni del XVII secolo si cominciò ad avvertire il bisogno di una nuova chiesa, che fu promessa in voto - insieme a una nuova pala per l'altare maggiore - dai fedeli durante l'epidemia di peste del 1630. Tuttavia, se la pala venne effettivamente dipinta dopo un quindicennio, dovette passare oltre un secolo per vedere la realizzazione del luogo di culto. Il progetto fu affidato a Domenico Corbellini e il 28 maggio 1748 si tenne la cerimonia di posa della prima pietra; l'edificio venne portato a compimento nella prima metà dell'Ottocento.
Tra il 1893 e il 1901 il pittore Comolli eseguì le decorazioni della parrocchiale e nel 1903 fu posato il pavimento; la consacrazione della chiesa venne impartita nel 1904.
Tra la seconda metà degli anni sessanta e la prima metà del decennio successivo si procedette all'esecuzione dell'adeguamento liturgico secondo le usanze postconciliari mediante l'aggiunta dell'altare rivolto verso l'assemblea.
Il 14 aprile 1989, secondo quanto stabilito dal Direttorio diocesano per le zone pastorali, la chiesa passò dal vicariato di Palazzolo sull'Oglio, contestualmente soppresso, alla zona pastorale dell'Oglio.

## Descrizione

### Esterno
La facciata a capanna della chiesa, rivolta a occidente, è suddivisa da una cornice marcapiano dentellata in due registri, entrambi scanditi da lesene e semicolonne: quello inferiore presenta centralmente il portale d'ingresso, sormontato da un bassorilievo, mentre quello superiore è caratterizzato da una finestra e coronato dal timpano di forma triangolare.
A una sessantina di metri dalla parrocchiale si erge il campanile a base quadrata, realizzato riadattando una torre dell'antico castello; la cella presenta su ogni lato una monofora ed è coperta dal tetto a quattro falde.

### Interno

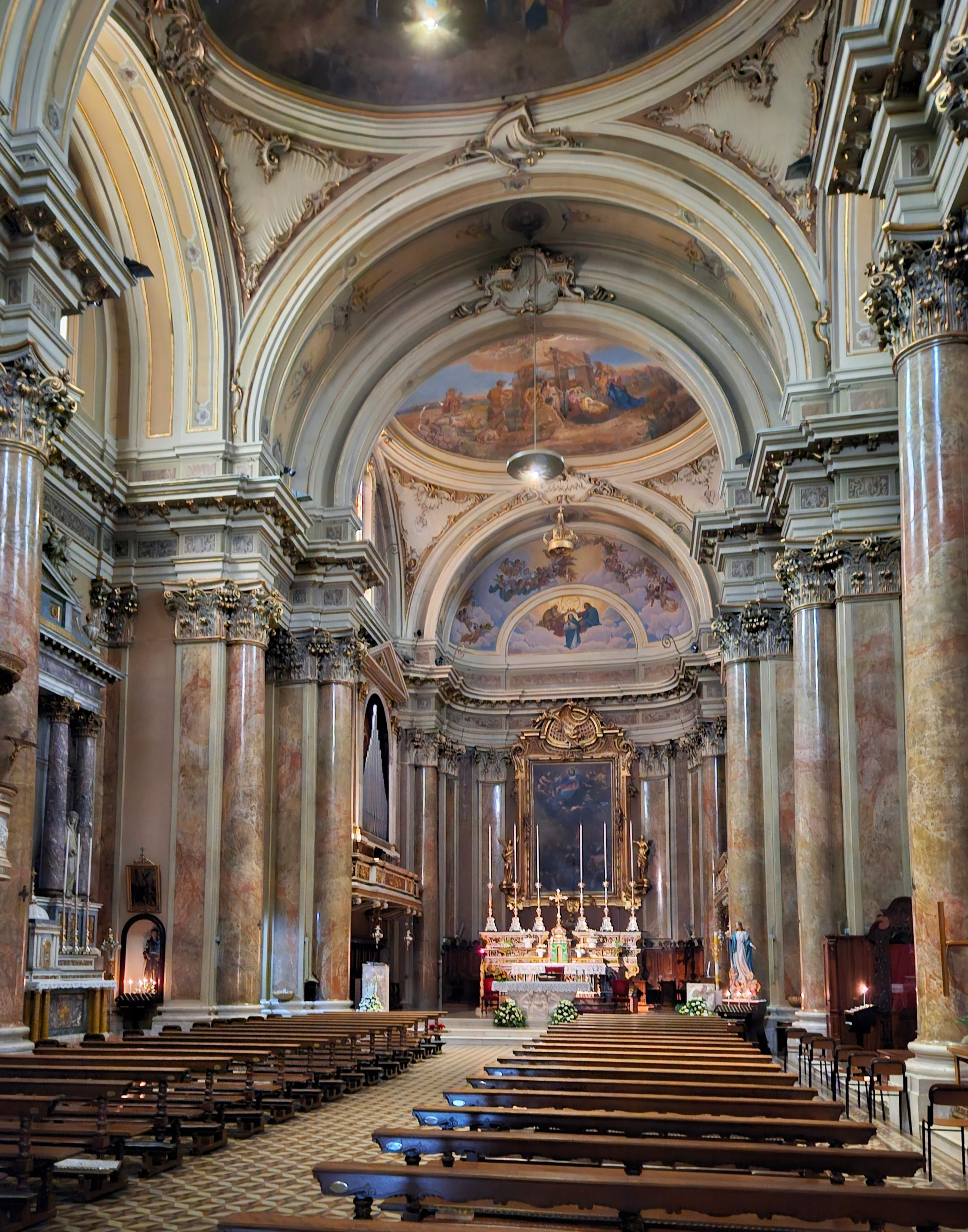
L'interno

L'interno dell'edificio si compone di un'unica navata, sulla quale si affacciano le cappelle laterali, introdotte da archi a tutto sesto, e le cui pareti sono scandite da semicolonne sorreggenti la trabeazione modanata e aggettante sopra la quale si impostano le volte; al termine dell'aula si sviluppa il presbiterio, rialzato di alcuni gradini, ospitante l'altare maggiore e chiuso dalla parete di fondo piatta.
Qui sono conservate diverse opere di pregio, tra le quali le due statue raffiguranti Cristo e la Madonna Addolorata, databili rispettivamente al XVI-XVII secolo e al XIX secolo, la pala ritraente Cristo Salvatore in gloria e le Sante Apollonia, Lucia e Agata, eseguita dal veneziano Francesco Montemezzano, l'altare laterale del Santissimo Sacramento, costruito dal bergamasco Antonio Galletti nel 1821, la pala che rappresenta Dio Padre e due angeli che sostengono l'Ostensorio con i Santi Rocco, Giovanni Battista, Piero e Paolo, realizzata da Pietro Ricchi probabilmente nel 1650, l'organo, costruito nel 1812 da Serassi, l'altare maggiore, costruito nel XVIII secolo, e il dipinto settecentesco con soggetto il Transito di San Giuseppe.